# Victor Leandro Bagy
Victor Leandro Bagy (genannt Victor; * 21. Januar 1983 in Santo Anastácio, São Paulo) ist ein ehemaliger brasilianischer Fußballtorwart. Seit 2012 steht er im Kader des brasilianischen Erstligisten Atlético Mineiro; im Jahre 2009 folgte seine erste Einberufung in die Nationalmannschaft Brasiliens.

## Vereinskarriere

### Die Zeit beim Paulista FC
Nachdem er bereits einige Jahre lang im Nachwuchs des Paulista FC aktiv gewesen war, wurde Victor im Jahre 2003 im Alter von 20 Jahren erstmals in den Profikader des Vereins aufgenommen. Dort tat er sich anfangs schwer in die Mannschaft zu finden und saß die meiste Zeit als Ersatztorwart auf der Bank. Erst unter dem Trainer Vagner Mancini fand der Spätberufene schließlich ab den Jahren 2004 bzw. 2005 ins Team. So gewann er im letztgenannten Jahr mit dem Paulista FC auch die Copa do Brasil, den brasilianischen Fußballpokal, als man im Finale Fluminense Rio de Janeiro mit 2:0 bezwang und sich so den Pokalsieg zum ersten Mal in der Vereinsgeschichte sicherte. Zum Durchbruch kam er allerdings erst im Jahre 2006, nach dem Abgang Mancinis als Cheftrainer, wo er regelmäßig zu seinen Einsätzen kam, es aber dennoch nicht wirklich auf die Stammtorhüterposition schaffte. Mit der Mannschaft spielte er bis zum Ende der Saison um den Aufstieg von der Série B in die Série A mit, konnte sich jedoch am Ende knapp nicht für einen Aufstieg qualifizieren. Nach dem Verbleib in der brasilianischen Zweitklassigkeit avancierte Victor zur Nummer eins im Tor des Profiteams aus dem Bundesstaat São Paulo. Dabei konnte er mit der Mannschaft nicht mehr an die Erfolge des Vorjahres anschließen und stieg mit der Mannschaft zum Saisonende auf dem 17. von 20 Plätzen rangierend in die dritthöchste Fußballliga Brasiliens ab.

### Erfolgreicher Wechsel zu Grêmio
Doch noch vor Antritt des Abstieges in die Drittklassigkeit bekam Victor ein Angebot des erfolgreichen brasilianischen Erstligaklubs Grêmio Porto Alegre, die ihn umgehend verpflichten wollten. Nach seiner erfolgreichen Vertragsunterzeichnung absolvierte er einige Spiele in der Campeonato Gaúcho, der Staatsmeisterschaft von Rio Grande do Sul, wo er sich allerdings am 21. Februar 2008 beim 2:1–Erfolg über den CE Bento Gonçalves nach rund 30 Minuten Spielzeit an den Rippen verletzte, was wiederum eine Nierenschädigung nach sich zog. Nachdem er daraufhin Marcelo Grohe den Vortritt ließ, kehrte er pünktlich zu Beginn der Spielzeit 2008 wieder zurück in die Mannschaft und startete als Nummer eins ins Spieljahr 2008. Obgleich es die Mannschaft bei der Staatsmeisterschaft lediglich bis ins Viertelfinale schaffte, erreichte man in der Série A mit drei Punkten Rückstand auf den FC São Paulo den zweiten Tabellenrang, wobei Victor in allen 38 Ligapartien eingesetzt wurde. Aufgrund seiner Leistungen wurde er im Anschluss an die Saison als bester Torwart der Liga ausgezeichnet und schaffte es damit auch in Auswahl des Jahres 2008. Aufgrund dieser guten Platzierung im Endklassement nahm die Mannschaft im Folgejahr an der Copa Libertadores 2009 teil, wo sie es bis ins Halbfinale schaffte, allerdings dort gegen Cruzeiro Belo Horizonte mit einem Gesamtscore von 3:5 aus dem laufenden Bewerb ausschied. Bei den zwölf absolvierten Partien des Teams war Victor in zehn Spielen im Einsatz.
Neben zahlreichen Einsätzen in der Staatsmeisterschaft von Rio Grande do Sul, in der er es mit der Mannschaft nicht über die Play-offs hinausschaffte und noch im Viertelfinale der Play-offs gegen den groß aufspielenden Internacional Porto Alegre ausschied, wurde Victor auch in der Saison 2009 als Stammtorhüter von Grêmio eingesetzt. Dabei agierte er zeitweise sogar als Kapitän der Mannschaft und kam mit der Mannschaft in 28 der insgesamt 38 möglich gewesenen Ligaspielen zum Einsatz. Diese Zahl ist vor allem darauf zurückzuführen, da Victor im Spieljahr 2009 seine erste Einberufung in den Kader der A-Nationalmannschaft Brasiliens erhielt, deshalb einen Teil des Spieljahres im Nationalteam verbrachte (u. a. beim Konföderationen-Pokal 2009) und so bei Grêmio den jüngeren Torhütern den Vortritt lassen musste. Weitere Einberufungen Victors in den Nationalkader folgten noch im selben Jahr. Bereits im Sommer fragten einige internationale Klubs, unter ihnen die AS Bari (Italien) und Benfica Lissabon, bei Grêmio an, da sie schon seit Längerem Interesse am Torhüter zeigten und ihn eventuell während der Sommertransferzeit verpflichten wollten, wobei sich Victor allerdings dafür entschloss seinem Stammverein weiter die Treue zu halten. Nachdem er es in der Liga mit dem Team lediglich auf den achten Tabellenplatz geschafft hatte, wurde er aufgrund seiner Verdienste im gesamten Jahr zum wiederholten Male mit der Prêmio Craque do Brasileirão ausgezeichnet, die er als bester Torwart der Série A, was ihn auch in die Auswahl des Jahres brachte, erhielt. Des Weiteren wurde er in diesem Jahr auch als bester Torhüter der Staatsmeisterschaft von Rio Grande do Sul ausgezeichnet und erhielt am Ende des Jahres auf seiner Torwart-Position auch noch die Bola de Prata.
Auch das Jahr 2010 war für Victor persönlich sehr erfolgreich. So gewann er Anfang Mai mit Grêmio zum 36. Mal in der Vereinsgeschichte die Staatsmeisterschaft von Rio Grande do Sul, wobei er in 21 Partien zum Einsatz kam und dabei am Ende des Turniers auch noch als bester Torhüter ausgezeichnet wurde. In der Liga konnte sich Victor abermals als Stammtorhüter durchsetzen, wobei er es auf insgesamt 35 Ligaeinsätze brachte und mit der Mannschaft im Endklassement auf dem vierten Tabellenplatz rangierte. Obgleich er sich mit dem Team bereits über die Staatsmeisterschaft für die Gruppenphase der Copa Libertadores 2011 qualifiziert hatte, hätte er sich auch mit dem vierten Platz in der Liga für diese qualifiziert. Noch Anfang Juli 2010 verlängerte er seinen auslaufenden Vertrag bei Grêmio um weitere fünf Jahre bis zum Sommer 2015.

## Nationalmannschaftskarriere
Seine erste Einberufung in den Nationalkader Brasiliens erhielt Victor am 21. Mai 2009, als er von Cheftrainer Dunga für die Qualifikation zur Weltmeisterschaft 2010 und für den Konföderationen-Pokal 2009 in die Nationalmannschaft geholt wurde. Bei den Qualifikationsspielen gegen Uruguay und Paraguay im Juni 2010 stand Victor erstmals im Kader der Nationalmannschaft seines Heimatlandes. Beim Konföderationen-Pokal 2009 in Südafrika wurde er schließlich zusammen mit den Torhütern Heurelho und Júlio César in den brasilianischen Kader berufen, konnte sich dort aber nicht gegen den bei Inter Mailand spielenden Júlio César durchsetzen, der in allen fünf Partien Brasiliens zum Einsatz kam. Das Turnier gewann am Ende Brasilien, nachdem man im Finale die US-amerikanische Nationalmannschaft knapp mit 3:2 besiegte. Vor der Weltmeisterschaft 2010 stand er kurze Zeit sogar auf der Wunschliste Dungas, der ihn schließlich aber doch nicht zur WM-Endrunde nach Südafrika mitnahm, da er auf Torhüter setzte, die Erfahrung mit dem europäischen Fußball haben und auch bei europäischen Vereinen engagiert sind. Da Victor allerdings ausschließlich in Brasilien aktiv war, wurde er somit frühzeitig aus einem möglichen Kader Brasiliens bei der WM 2010 gestrichen.
Erst bei seiner zwölften Einberufung in den Kader Brasiliens, durch den nach der enttäuschend verlaufenden WM neu eingestellten Trainer Mano Menezes, folgte am 10. August 2010 beim Freundschaftsspiel gegen die Vereinigten Staaten sein Länderspieldebüt, wobei er neben André Felipe Ribeiro de Souza, David Luiz, Honorato Campos Ederson, Jucilei, Neymar, Ganso gleich einer von sieben Spielern war, die an diesem Abend für Brasilien debütierten. Weitere Einsätze gegen die Ukraine (2:0) und Argentinien (1:0) folgten für ihn im Spieljahr 2010, das er mit insgesamt drei Einsätzen in der brasilianischen A-Nationalmannschaft beendete. Im Sommer 2011 wurde Victor dann in den Kader für die Copa América in Argentinien berufen, blieb dort aber zusammen mit Jefferson hinter dem Stammtorhüter Júlio César bis zum frühzeitigen Ausscheiden aus dem Turnier einsatzlos.

## Erfolge
Paulista
- Brasilianischer Pokalsieger: 2005

Grêmio
- Vizemeister der Série A: 2008
- Staatsmeisterschaft von Rio Grande do Sul: 2010

Atlético Mineiro
- Staatsmeister von Minas Gerais: 2013, 2017
- Gewinner der Copa Libertadores: 2013
- Copa do Brasil: 2014

Nationalmannschaft
- Konföderationen-Pokalsieger: 2009 (ohne Einsatz)
- Weltmeisterschafts-Vierter: 2014

## Auszeichnungen
- Bola de Prata: 2009
- Prêmio Craque do Brasileirão – Auswahl des Jahres / Bester Torhüter der Campeonato Brasileiro: 2008 und 2009
- Bester Torhüter der Staatsmeisterschaft von Rio Grande do Sul: 2009 und 2010